# FK Dinamo-93 Minsk
Maillots
Le Futbolny Klub Dinamo-93 Minsk, plus couramment abrégé en FK Dinamo-93 Minsk (en russe : ФК Динамо-93 Минск) ou FK Dynama-93 Minsk (en biélorusse : ФК Дынама-93 Мінск), est un ancien club biélorusse de football fondé en 1992 et disparu en 1998, et basé à Minsk, la capitale du pays.

## Histoire
L'équipe réserve du Dinamo Minsk se sépare de l'équipe première en 1992. Nommé FK Dinamo-2 Minsk au printemps puis FK Belarus Minsk en été, le nouveau club prend le nom de FK Dinamo-93 Minsk en 1993.
En 1994, le club termine deuxième du championnat biélorusse. L'année suivante, le Dinamo-93 Minsk remporte la Coupe de Biélorussie et dispute la Coupe d'Europe des vainqueurs de coupe de football 1995-1996, où il est éliminé au tour qualificatif contre le Molde FK. Le club joue ensuite la Coupe UEFA 1996-1997 et est éliminé au second tour préliminaire contre le Helsingborgs IF. En 1997, le Dinamo-93 joue la Coupe Intertoto 1997, s'arrêtant à la phase de groupes, et est finaliste de la Coupe nationale. Le club est dissous en 1998.

## Bilan sportif

### Palmarès
| Compétitions nationales |
| --- |
| - Championnat de Biélorussie : - Vice-champion : 1993-94 - Coupe de Biélorussie (1) : - Vainqueur : 1994-95. - Finaliste : 1996-97. |

### Bilan par saison
| Saison    | Championnat | Championnat | Championnat | Championnat | Championnat | Championnat | Championnat | Championnat | Championnat | Championnat | Coupe de Biélorussie |
| Saison    | Division    | Pos         | Pts         | J           | V           | N           | D           | BP          | BC          | Diff        | Coupe de Biélorussie |
| --------- | ----------- | ----------- | ----------- | ----------- | ----------- | ----------- | ----------- | ----------- | ----------- | ----------- | -------------------- |
| 1992      | 2e          | 1er         | 27          | 16          | 12          | 2           | 2           | 59          | 15          | +44         | Seizièmes de finale  |
| 1992-1993 | 1re         | 3e          | 46          | 32          | 20          | 6           | 6           | 54          | 24          | +30         | Seizièmes de finale  |
| 1993-1994 | 1re         | 2e          | 43          | 30          | 18          | 7           | 5           | 46          | 16          | +30         | Seizièmes de finale  |
| 1994-1995 | 1re         | 3e          | 42          | 30          | 16          | 10          | 4           | 52          | 22          | +30         | Vainqueur            |
| 1995      | 1re         | 3e          | 32          | 15          | 10          | 2           | 3           | 28          | 15          | +13         | Demi-finales         |
| 1996      | 1re         | 4e          | 56          | 30          | 17          | 5           | 8           | 44          | 30          | +14         | Demi-finales         |
| 1997      | 1re         | 5e          | 49          | 30          | 14          | 7           | 9           | 53          | 30          | +23         | Finale               |
| 1998      | 1re         | -           | 18          | 15          | 4           | 6           | 5           | 19          | 23          | -4          | Demi-finales         |
| 1998      | 1re         | -           | 18          | 15          | 4           | 6           | 5           | 19          | 23          | -4          | Seizièmes de finale  |

1. ↑  Le Dinamo-93 se retire après la quinzième journée, l'intégralité de ses résultats sont donc annulés et le club n'apparaît pas dans le classement final.

Légende
- Vainqueur de la compétition
- Vice-champion ou finaliste de la compétition
- Troisième de la compétition
- Promu en division supérieure

### Bilan européen
Note : dans les résultats ci-dessous, le score du club est toujours donné en premier.
| Saison    | Compétition      | Tour              | Club             | Domicile | Extérieur | Total    |
| --------- | ---------------- | ----------------- | ---------------- | -------- | --------- | -------- |
| 1995-1996 | Coupe des coupes | Tour préliminaire | Molde FK         | 1 - 1    | 1 - 2     | 2 - 3    |
| 1996-1997 | Coupe UEFA       | Premier tour Q    | Tiligul Tiraspol | 3 - 1    | 1 - 1     | 4 - 2    |
| 1996-1997 | Coupe UEFA       | Deuxième tour Q   | Helsingborgs IF  | 0 - 3    | 1 - 1     | 1 - 4    |
| 1997      | Coupe Intertoto  | Groupe 1          | SC Heerenveen    | 1 - 0    | N/A       | Deuxième |
| 1997      | Coupe Intertoto  | Groupe 1          | Polonia Varsovie | N/A      | 4 - 1     | Deuxième |
| 1997      | Coupe Intertoto  | Groupe 1          | MSV Duisbourg    | 0 - 1    | N/A       | Deuxième |
| 1997      | Coupe Intertoto  | Groupe 1          | Aalborg BK       | N/A      | 1 - 2     | Deuxième |

Légende
- Victoire ou qualification pour le tour suivant
- Match nul
- Défaite ou élimination de la compétition